# Хмарна інженерія
Хмарна інженерія — різновид інженерії дисципліни з  хмарних обчислень. Вона приносить систематичний підхід до проблем комерціалізації, стандартизації та управління хмарних обчислень. На практиці, вона використовує методи та інструменти інженерії в зачаття, розвиток, експлуатацію та підтримку системи хмарних обчислень і рішення. Мова йде про те що в процесі проектування систем, залучають хмарні ресурси для вирішення бізнес-завдань.

## Основні переваги
Хмарна інженерія це інженерії, яка зосереджується на таких хмарних послугах як «Програмне забезпечення як послуга», «Платформа як послуга», і «Інфраструктура як сервіс». Це багатопрофільний метод охоплює внески різних областях, таких як Системна інженерія, Програмна інженерія,  Веб інженерія, Інженерія продуктивності,  Інформаційна інжеренрія , Інженерія безпеки, інженерія платформ, інженерія сервісів, інженерія риску, і інженерія якості.
Елементи Хмарної інженерії включають:
- Фонд: фундаментальних основ, концепцій, керівні принципи, і таксономії
- Реалізація: будівельні блоки та практичні посібники для реалізації Хмар
- Життєвий цикл: ітерація кінця в кінець розробки і постачання Хмар
- Управління: під час розробки і під час виконання управління хмарою з різних точок зору

## Професія
Фахівці, які працюють у сфері хмарних технологій, в першу чергу хмарні архітектори та інженери. Ключові навички, якими володіють інженерних фахівців хмарі:
- Знати мову бізнесу та домену знань
- Розуміти концептуальну, логічну й фізичну архітектуру
- Знати різні хмарні технології, бази і платформи
- Реалізовувати рішення для якості хмарних сервісів, наприклад, HA, DR, масштабування, продуктивність
- Працювати з безпекою на різних рівнях
- Розробляти додатки для гнучкого розгортання, забезпечення та управління
- Працювати з відкритим кодом та пакетами
- Застосовувати гнучкі методи розробки у проектуванні та програмуванні

Попит на навички в передових ІКТ (інформаційно-комунікаційні технології) швидко розширюється в останні роки в бізнесі і суспільстві. Це, у свою чергу створює величезний попит на мережеву підтримку паралельних і розподілених обчислювальних, які змінюють, управляти бізнесом, і вирішувати складні проблеми, такі як епідемічних захворювань та зміни клімату.

## Історія
Поняття хмарних обчислень в контексті хмарних обчислень були використані в дискусіях, презентаціях і переговорах в різних випадках в середині 2000-х років. Термін хмарних обчислень був офіційно введений приблизно в 2007 році і концепція хмарних обчислень була офіційно представлений у квітні 2009 року. Великі дослідження були проведені в конкретних областях в хмарих обчислень, таких як підтримка розвитку хмарних моделей, і хмарних послуг безперервності бізнесу. Перший IEEE Міжнародна конференція з Cloud техніки (IC2E) відбулася 25-28 березня 2013 і друга конференція відбулася 10-14 березня 2014.

## Дивіться також
- Інформатика
- Хмарні обчислення